# Luncile (okręg Buzău)
Luncile – wieś w Rumunii, w okręgu Buzău, w gminie Lopătari. W 2011 roku liczyła 802 mieszkańców.